# Список глав правительства Бангладеш

Штандарт премьер-министра

Штандарт главного советника

Список глав правительства Бангладеш включает лиц, являвшихся главой правительства Народной Республики Бангладеш (бенг. গণপ্রজাতন্ত্রী বাংলাদেশ) после обретения ею независимости в 1971 году, включая премьер-министров Народной Республики Бангладеш (бенг. গণপ্রজাতন্ত্রী বাংলাদেশের প্রধানমন্ত্রী), возглавляющих правительства, поддерживаемые Национальной ассамблеей Бангадеш, главных советников Народной Республики Бангладеш (бенг. গণপ্রজাতন্ত্রী বাংলাদেশের প্রধান উপদেষ্টা), возглавляющих временные кабинеты до избрания нового состава Национальной ассамблеи, а также главных министров (урду وزیر اعلى‎, бенг. মুখ্যমন্ত্রী) провинции Восточная Бенгалия (с 1955 года переименованной в Восточный Пакистан) в 1947—1958 годы, когда провинция пользовалась широкой автономией в составе Пакистана. В настоящее время положение премьер-министра и главного советника в системе государственной власти определяет конституция страны, вступившая в силу 16 декабря 1973 года.
Применённая в первых столбцах таблиц нумерация является условной. Также условным является использование в первых столбцах цветовой заливки, служащей для упрощения восприятия принадлежности лиц к различным политическим силам без необходимости обращения к столбцу, отражающему партийную принадлежность, независимый статус политика или статус военнослужащего, если вооружённые силы играли самостоятельную политическую роль. В столбце «Выборы» отражены состоявшиеся выборные процедуры либо иные основания получения главой правительства полномочий. Приведённые в преамбулах к каждому из разделов описания этих периодов призваны пояснить особенности политической жизни страны.

## Провинция в составе Пакистана (1947—1958)
Пользующаяся в 1947—1958 годы широкой автономией в составе Пакистана провинция Восточная Бенгалия (урду مشرقی بنگال‎, бенг. পূর্ব বাংলা, 14 октября 1955 года переименована в Восточный Пакистан, урду مشرقی پاکستان‎, бенг. পূর্ব পাকিস্তান) имела собственное правительство, работа которого была основана на вестминстерском статуте, возглавляемое главным министром (урду وزیر اعلى‎, бенг. মুখ্যমন্ত্রী), осуществлявшим исполнительные действия от имени губернатора провинции и являющимся лидером партии или коалиции, имеющих большинство в провинциальной ассамблее. После объявления 7 октября 1958 года военного положения пакистанским президентом Искандером Мирзой все провинциальные ассамблеи, включая восточно-пакистанскую, были распущены, провинциальное правительство прекратило работу.
После образования в 1947 году единого независимого государства правительство Пакистана попыталось навязать урду в качестве единственного государственного языка, что положило начало движению за бенгальский язык. В 1956 году, при провозглашении Исламской Республики Пакистан, бенгальский был объявлен вторым государственным языком.
| | Портрет            | Имя (годы жизни)                                                                                 | Полномочия                     | Полномочия                     | Партия                                                    | Выборы       | Пр.           |
| Начало | Портрет            | Имя (годы жизни)                                                                                 | Окончание                      |                                | Партия                                                    | Выборы       | Пр.           |
| --- | ------------------ | ------------------------------------------------------------------------------------------------ | ------------------------------ | ------------------------------ | --------------------------------------------------------- | ------------ | ------------- |
| 1 |                    | Хаваджа Назимуддин (1894—1964) бенг. খাজা নাজিমুদ্দীন урду خواجہ ناظم الدین‎                             | 15 августа 1947                | 14 сентября 1948               | Всеиндийская мусульманская лига                           | 1946         | [ 10 ] [ 11 ] |
| | Мусульманская лига | Хаваджа Назимуддин (1894—1964) бенг. খাজা নাজিমুদ্দীন урду خواجہ ناظم الدین‎                             | 15 августа 1947                | 14 сентября 1948               |                                                           | 1946         | [ 10 ] [ 11 ] |
| 2 |                    | Нурул Амин (1893—1974) бенг. নূরুল আমীন урду نور الامین‎                                             | 14 сентября 1948               | 3 апреля 1954                  | [ 13 ] [ 14 ]                                             | 1946         |               |
| 3 |                    | шер бангла Абул Касем Фазлул Хак (1873—1962) бенг. আবুল কাশেম ফজলুল হক урду ابو القاسم فضل الحق الحق‎‎ | 3 апреля 1954                  | 29 мая 1954                    | Крестьянско-рабочая партия в составе Объединённого фронта | 1954         | [ 15 ] [ 16 ] |
| С 29 мая 1954 года по 20 июня 1955 года в провинции введено прямое управление генерал-губернатора Пакистана |                    |                                                                                                  |                                |                                |                                                           |              |               |
| 4 (I) |                    | Абу Хуссейн Саркар (1894—1969) бенг. আবু হোসেন সরকার урду ابو حسین سرکار‎‎                             | 20 июня 1955                   | 31 августа 1956                | Крестьянско-рабочая партия                                | [ комм. 11 ] | [ 17 ] [ 18 ] |
| 5 (I) |                    | Атаур Рахман Хан (1905—1991) бенг. আতাউর রহমান খান урду عطا الرحمان خان‎                             | 1 сентября 1956                | 31 марта 1958                  | Народная лига Восточного Пакистана                        | [ комм. 13 ] | [ 19 ] [ 20 ] |
| 4 (II) |                    | Абу Хуссейн Саркар (1894—1969) бенг. আবু হোসেন সরকার урду ابو حسین سرکار‎‎                             | 31 марта 1958 (около 12 часов) | 31 марта 1958 (около 12 часов) | Крестьянско-рабочая партия                                | [ комм. 14 ] | [ 17 ] [ 18 ] |
| 5 (I) |                    | Атаур Рахман Хан (1905—1991) бенг. আতাউর রহমান খান урду عطا الرحمان خان‎                             | 1 апреля 1958                  | 18 июня 1958                   | Народная лига Восточного Пакистана                        | [ комм. 16 ] | [ 19 ] [ 20 ] |
| 4 (III) |                    | Абу Хуссейн Саркар (1894—1969) бенг. আবু হোসেন সরকার урду ابو حسین سرکار‎‎                             | 18 июня 1958                   | 22 июня 1958                   | Крестьянско-рабочая партия                                | [ комм. 17 ] | [ 17 ] [ 18 ] |
| С 22 июня по 25 августа 1958 года в провинции введено прямое управление губернатора Восточного Пакистана    |                    |                                                                                                  |                                |                                |                                                           |              |               |
| 5 (II) |                    | Атаур Рахман Хан (1905—1991) бенг. আতাউর রহমান খান урду عطا الرحمان خان‎                             | 25 августа 1958                | 7 октября 1958                 | Народная лига Восточного Пакистана                        | [ комм. 20 ] | [ 19 ] [ 20 ] |

## Народная Республика Бангладеш (с 1971)
На состоявшихся 7 декабря 1970 года пакистанских парламентских выборах победу одержала Народная лига Восточного Пакистана, выступившая с лозунгом автономии для Восточного Пакистана. Их результаты были аннулированы президентом Пакистана Ага Мухаммедом Яхья Ханом, отказавшимся в марте открыть сессию избранного парламента, после чего бенгальский лидер Муджибур Рахман начал кампанию ненасильственного неповиновения, в ходе которой вся гражданская власть в восточной провинции перешла под его контроль. С 16 марта 1971 года в её столице Дакке начались переговоры руководства Пакистана во главе с Яхья Ханом и лидеров Восточного Пакистана во главе с М. Рахманом, в ночь на 25 марта в события вмешались пакистанские войска, начались массовые репрессии, М. Рахман был задержан и отправлен в Западный Пакистан, где предстал перед судом за мятеж и подстрекательство к восстанию. 26 марта была провозглашена независимость Народной Республики Бангладеш, 10 апреля сформировано её временное правительство, действовавшее как правительство в изгнании из Калькутты (Индия, Западная Бенгалия), 17 апреля оно было приведено к присяге во главе с президентом М. Рахманом (заочно), вице-президентом С. Н. Исламом (исполняющим обязанности президента в связи с арестом М. Рахмана) и премьер-министром Т. Ахмедом. В стране началась война за независимость, в которой к декабрю при активной помощи индийских войск сторонники независимости нанесли поражение пакистанской армии, после капитуляции которой 16 декабря 1971 года М. Рахман был освобождён из тюрьмы и через Лондон прибыл в Дакку 10 января 1972 года, через два дня он занял пост премьер-министра.
Конституция страны была принята Конституционной ассамблеей 4 ноября 1972 года и вступила в силу 16 декабря, первые выборы Национальной ассамблеи были проведены 7 марта 1973 года. 25 января 1975 года вступила в силу четвёртая конституционная поправка, вводившая однопартийную систему и преобразовавшая парламентскую республику в президентскую. 15 августа 1975 года группа офицеров убила М. Рахмана; взявший под контроль правительство министр торговли Х. М. Ахмед провозгласил себя президентом, используя военное положение заявил об исключении из конституции норм об однопартийной системе, распустил созданную М. Рахманом 24 февраля единую правящую партию и ввёл прямое президентское управление правительственным кабинетом. 3—6 ноября старшие офицеры совершили контрпереворот. Занявший 21 апреля 1977 года пост президента начальник штаба армии Зиаур Рахман, являющийся главным администратором по вопросам военного положения, получив 30 мая 1977 года поддержку свой политике на референдуме о доверии, основал 1 сентября 1978 года Националистическую партию Бангладеш и обеспечил проведение 18 февраля 1979 года парламентских выборов, восстановив работу правительства во главе с премьер-министром. В результате военного переворота 24 марта 1982 года конституционная работа правительства вновь была остановлена.
Первым шагом к восстановлению гражданского управления стало назначение президентом и главным администратором по вопросам военного положения Х. М. Эршадом стало назначение 30 марта 1984 года премьер-министра, затем после снятия 1 октября 1985 года запрета на политическую деятельность он основал 1 января 1986 года Национальную партию, победившую на состоявшихся 7 мая 1986 года парламентских выборах. К концу ноября 1990 года в результате волнений были закрыты государственные службы и парализованы крупные города, не получив поддержки армии в подавлении оппозиции, Х. М. Эршад был вынужден 6 декабря 1990 года уйти в отставку вместе с правительством, передав власть вице-президенту Шахабуддину Ахмеду, который инициировал отмену парламентом конституционных поправок, установивших систему президентской республики. В 1996 году был введён институт главных советников Народной Республики Бангладеш, возглавляющих технические кабинеты, назначаемые до проведения парламентских выборов при отсутствии дееспособных ответственных правительств. В последующем конституционный порядок формирования ответственных правительств и временных кабинетов сохранялся.
| | Портрет                             | Имя (годы жизни)                                                                      | Полномочия      | Полномочия      | Партия                                     | Выборы        | Должность | Пр.           |
| Начало | Портрет                             | Имя (годы жизни)                                                                      | Окончание       |                 | Партия                                     | Выборы        | Должность | Пр.           |
| --- | ----------------------------------- | ------------------------------------------------------------------------------------- | --------------- | --------------- | ------------------------------------------ | ------------- | --- | ------------- |
| 6 |                                     | Таджуддин Ахмед (1925—1975) бенг. তাজউদ্দীন আহমদ                                         | 11 апреля 1971  | 12 января 1972  | Народная лига Восточного Пакистана         | [ комм. 28 ]  | премьер-министр Народной Республики Бангладеш бенг. গণপ্রজাতন্ত্রী বাংলাদেশের প্রধানমন্ত্রী                                    | [ 32 ] [ 33 ] |
| 7 (I—II) |                                     | Бангабандху Шейх Муджибур Рахман (1920—1975) бенг. শেখ মুজিবুর রহমান                       | 12 января 1972  | 26 января 1975  | Народная лига Восточного Пакистана         | [ комм. 31 ]  | премьер-министр Народной Республики Бангладеш бенг. গণপ্রজাতন্ত্রী বাংলাদেশের প্রধানমন্ত্রী                                    | [ 34 ] [ 35 ] |
| 7 (I—II) | 1973                                | Бангабандху Шейх Муджибур Рахман (1920—1975) бенг. শেখ মুজিবুর রহমান                       | 12 января 1972  | 26 января 1975  | Народная лига Восточного Пакистана         |               | премьер-министр Народной Республики Бангладеш бенг. গণপ্রজাতন্ত্রী বাংলাদেশের প্রধানমন্ত্রী                                    | [ 34 ] [ 35 ] |
| 8 |                                     | Мухаммад Мансур Али (1925—1975) бенг. মুহাম্মদ মনসুর আলী                                   | 26 января 1975  | 15 августа 1975 | Народная лига крестьян и рабочих Бангладеш | [ комм. 34 ]  | премьер-министр Народной Республики Бангладеш бенг. গণপ্রজাতন্ত্রী বাংলাদেশের প্রধানমন্ত্রী                                    | [ 36 ] [ 37 ] |
| С 15 августа 1975 года по 29 июня 1978 года правительство под прямым управлением президента страны                                           |                                     |                                                                                       |                 |                 |                                            |               | |               |
| 9 |                                     | Машиур Рахман (1924—1979) бенг. মশিউর রহমান                                             | 29 июня 1978    | 12 марта 1979   | военный                                    | [ комм. 36 ]  | старший министр бенг. সিনিয়র মন্ত্রী                                                                                 | [ 38 ] [ 39 ] |
| | Националистическая партия Бангладеш | Машиур Рахман (1924—1979) бенг. মশিউর রহমান                                             | 29 июня 1978    | 12 марта 1979   |                                            | [ комм. 36 ]  | старший министр бенг. সিনিয়র মন্ত্রী                                                                                 | [ 38 ] [ 39 ] |
| С 12 марта по 15 апреля 1979 года правительство под прямым управлением президента страны                                                     |                                     |                                                                                       |                 |                 |                                            |               | |               |
| 10 |                                     | Шах Азизур Рахман (1925—1988) бенг. শাহ আজিজুর রহমান                                      | 15 апреля 1979  | 24 марта 1982   | Националистическая партия Бангладеш        | 1979          | премьер-министр Народной Республики Бангладеш бенг. গণপ্রজাতন্ত্রী বাংলাদেশের প্রধানমন্ত্রী                                    | [ 40 ] [ 41 ] |
| С 24 марта 1982 года по 30 марта 1984 года правительство под прямым управлением президента страны                                            |                                     |                                                                                       |                 |                 |                                            |               | |               |
| 5 (III) |                                     | Атаур Рахман Хан (1905—1991) бенг. আতাউর রহমান খান урду عطا الرحمان خان‎                  | 30 марта 1984   | 9 июля 1986     | независимый                                | [ комм. 39 ]  | премьер-министр Народной Республики Бангладеш бенг. গণপ্রজাতন্ত্রী বাংলাদেশের প্রধানমন্ত্রী                                    | [ 19 ] [ 20 ] |
| | Национальная партия                 | Атаур Рахман Хан (1905—1991) бенг. আতাউর রহমান খান урду عطا الرحمان خان‎                  | 30 марта 1984   | 9 июля 1986     |                                            | [ комм. 39 ]  | премьер-министр Народной Республики Бангладеш бенг. গণপ্রজাতন্ত্রী বাংলাদেশের প্রধানমন্ত্রী                                    | [ 19 ] [ 20 ] |
| 11 |                                     | Мизанур Рахман Чоудхури (1928—2006) бенг. মিজানুর রহমান চৌধুরী                               | 9 июля 1986     | 27 марта 1988   | 1986                                       | [ 42 ] [ 43 ] | премьер-министр Народной Республики Бангладеш бенг. গণপ্রজাতন্ত্রী বাংলাদেশের প্রধানমন্ত্রী                                    |               |
| 12 |                                     | Моудуд Ахмед (1940—2021) бенг. মওদুদ আহমেদ                                              | 27 марта 1988   | 12 августа 1989 | 1988                                       | [ 44 ] [ 45 ] | премьер-министр Народной Республики Бангладеш бенг. গণপ্রজাতন্ত্রী বাংলাদেশের প্রধানমন্ত্রী                                    |               |
| 13 |                                     | Кази Зафар Ахмед (1939—2015) бенг. কাজী জাফর আহমেদ                                        | 12 августа 1989 | 6 декабря 1990  | 1988                                       | [ 46 ] [ 47 ] | премьер-министр Народной Республики Бангладеш бенг. গণপ্রজাতন্ত্রী বাংলাদেশের প্রধানমন্ত্রী                                    |               |
| С 6 декабря 1990 года по 20 марта 1991 года правительство под прямым управлением вице-президента, исполняющего обязанности президента страны |                                     |                                                                                       |                 |                 |                                            |               | |               |
| 14 (I) |                                     | Бегум Халеда Зиа (1945—) бенг. বেগম খালেদা জিয়া урожд. Халеда Ханам Путул бенг. খালেদা খানম পুতুল | 20 марта 1991   | 30 марта 1996   | Националистическая партия Бангладеш        | 1991          | премьер-министр Народной Республики Бангладеш бенг. গণপ্রজাতন্ত্রী বাংলাদেশের প্রধানমন্ত্রী                                    | [ 48 ] [ 49 ] |
| 15 |                                     | Мухаммад Хабибур Рахман (1928—2014) бенг. মুহাম্মদ হাবিবুর রহমান                             | 30 марта 1996   | 23 июня 1996    | независимый                                | [ комм. 42 ]  | главный советник Народной Республики Бангладеш бенг. গণপ্রজাতন্ত্রী বাংলাদেশের প্রধান উপদেষ্টা                                 | [ 50 ] [ 51 ] |
| 16 (I) |                                     | Шейх Хасина Вазед (1947—) бенг. শেখ হাসিনা ওয়াজেদ урожд. Шейх Хасина бенг. শেখ হাসিনা           | 23 июня 1996    | 15 июля 2001    | Народная лига Бангладеш                    | июнь 1996     | премьер-министр Народной Республики Бангладеш бенг. গণপ্রজাতন্ত্রী বাংলাদেশের প্রধানমন্ত্রী                                    | [ 52 ] [ 53 ] |
| 17 |                                     | Латифур Рахман (1936—2017) бенг. লতিফুর রহমান                                            | 15 июля 2001    | 10 октября 2001 | независимый                                | [ комм. 42 ]  | главный советник Народной Республики Бангладеш бенг. গণপ্রজাতন্ত্রী বাংলাদেশের প্রধান উপদেষ্টা                                 | [ 54 ] [ 55 ] |
| 14 (II) |                                     | Бегум Халеда Зиа (1945—) бенг. বেগম খালেদা জিয়া урожд. Халеда Ханам Путул бенг. খালেদা খানম পুতুল | 10 октября 2001 | 29 октября 2006 | Националистическая партия Бангладеш        | 2001          | премьер-министр Народной Республики Бангладеш бенг. গণপ্রজাতন্ত্রী বাংলাদেশের প্রধানমন্ত্রী                                    | [ 48 ] [ 49 ] |
| 18 |                                     | Яджуддин Ахмед (1931—2012) бенг. ইয়াজউদ্দিন আহম্মেদ                                        | 29 октября 2006 | 11 января 2007  | независимый                                | [ комм. 42 ]  | главный советник Народной Республики Бангладеш бенг. গণপ্রজাতন্ত্রী বাংলাদেশের প্রধান উপদেষ্টা                                 | [ 56 ] [ 57 ] |
| и. о. |                                     | Мухаммад Фазул Хак (1938—2023) бенг. মুহাম্মদ ফজলুল হক                                    | 11 января 2007  | 12 января 2007  | независимый                                | [ комм. 42 ]  | исполняющий обязанности главного советника Народной Республики Бангладеш бенг. গণপ্রজাতন্ত্রী বাংলাদেশ ভারপ্রাপ্ত প্রধান উপদেষ্টা | [ 58 ] [ 59 ] |
| 19 |                                     | Фахруддин Ахмед (1940—) бенг. ফখরুদ্দীন আহমেদ                                             | 12 января 2007  | 6 января 2009   | независимый                                | [ комм. 42 ]  | главный советник Народной Республики Бангладеш бенг. গণপ্রজাতন্ত্রী বাংলাদেশের প্রধান উপদেষ্টা                                 | [ 60 ] [ 61 ] |
| 16 (II—V) |                                     | Шейх Хасина Вазед (1947—) бенг. শেখ হাসিনা ওয়াজেদ урожд. Шейх Хасина бенг. শেখ হাসিনা           | 6 января 2009   | 12 января 2014  | Народная лига Бангладеш                    | 2008          | премьер-министр Народной Республики Бангладеш бенг. গণপ্রজাতন্ত্রী বাংলাদেশের প্রধানমন্ত্রী                                    | [ 52 ] [ 53 ] |
| 16 (II—V) | 12 января 2014                      | Шейх Хасина Вазед (1947—) бенг. শেখ হাসিনা ওয়াজেদ урожд. Шейх Хасина бенг. শেখ হাসিনা           | 7 января 2019   | 2014            | Народная лига Бангладеш                    |               | премьер-министр Народной Республики Бангладеш бенг. গণপ্রজাতন্ত্রী বাংলাদেশের প্রধানমন্ত্রী                                    | [ 52 ] [ 53 ] |
| 16 (II—V) | 7 января 2019                       | Шейх Хасина Вазед (1947—) бенг. শেখ হাসিনা ওয়াজেদ урожд. Шейх Хасина бенг. শেখ হাসিনা           | 11 января 2024  | 2018            | Народная лига Бангладеш                    |               | премьер-министр Народной Республики Бангладеш бенг. গণপ্রজাতন্ত্রী বাংলাদেশের প্রধানমন্ত্রী                                    | [ 52 ] [ 53 ] |
| 16 (II—V) | 11 января 2024                      | Шейх Хасина Вазед (1947—) бенг. শেখ হাসিনা ওয়াজেদ урожд. Шейх Хасина бенг. শেখ হাসিনা           | 5 августа 2024  | 2024            | Народная лига Бангладеш                    |               | премьер-министр Народной Республики Бангладеш бенг. গণপ্রজাতন্ত্রী বাংলাদেশের প্রধানমন্ত্রী                                    | [ 52 ] [ 53 ] |
| 20 |                                     | Мухаммад Юнус (1940—) бенг. মুহাম্মদ ইউনুস                                                | 5 августа 2024  | действующий     | независимый                                | [ комм. 42 ]  | главный советник Народной Республики Бангладеш бенг. গণপ্রজাতন্ত্রী বাংলাদেশের প্রধান উপদেষ্টা                                 | [ 62 ] [ 63 ] |